# Ormont-Dessous
Ormont-Dessous är en kommun  i distriktet Aigle i kantonen Vaud, Schweiz. Kommunen har 1 213 invånare (2023).
I kommunen finns följande byar:
- Le Sépey, 974 m ö.h. (kommunens huvudort)
- La Forclaz, 1 261 m ö.h.
- Cergnat, 1 051 m ö.h.
- Les Voëttes, 1 274 m ö.h.
- La Comballaz, 1 344 m ö.h.
- Les Mosses, 1 436 m ö.h.